# اتحاد زامبيا لكرة القدم
تأسس اتحاد زامبيا لكرة القدم في عام 1929م وانضم إلى الإتحاد الدولي لكرة القدم في 1964م وإنضم إلى الاتحاد الأفريقي لكرة القدم في 1964م.